# Real Sociedad Neerlandesa de Microbiología
La Real Sociedad Neerlandesa de Microbiología (en neerlandés: Koninklijke Nederlandse Vereniging voor Microbiologie - KNVM; anteriormente conocida como Sociedad Neerlandesa de Microbiología [Nederlandsche Vereeniging voor Microbiologie - NVvM]) es una sociedad científica de los Países Bajos especializada en el campo de la microbiología. Fundada el 20 de abril de 1911, su finalidad es «la promoción de actividades en las áreas de prevención, diagnóstico, estudio de la patogénesis, tratamiento y epidemiología de las enfermedades microbianas». Su primer presidente fue el fisiólogo Christiaan Eijkman.
En 1992 se fundó la Asociación Neerlandesa de Microbiología Médica (Nederlandse Vereniging voor Medische Microbiologie - NVMM) a partir de la fusión de las secciones médicas del NVvM y Asociación Neerlandesa de Laboratoristas Clínicos (Nederlandse Vereniging voor Laboratoriumartsen - NVLA). En 2011 la reina Beatriz le otorgó el estatus de Koninklijke (traducido como «Real»), luego de cumplir sus cien años de labor científica. En 2013 poseía casi 700 miembros propietarios, de los cuales poco más de un tercio era microbiólogo clínico titulado.
El Premio de Virología Beijerink se concede en reconocimiento a la actuación internacional extraordinaria por un investigador activo en virología. El premio es otorgado en honor al microbiólogo Martinus Willem Beijerinck.